# S.W.A.T. (Fernsehserie)/Episodenliste
Diese Episodenliste enthält alle Episoden der US-amerikanischen Action-Krimiserie S.W.A.T., sortiert nach der US-amerikanischen Erstausstrahlung. Die Fernsehserie umfasst insgesamt acht Staffeln mit 163 Episoden.

## Übersicht
| Staffel | Episodenanzahl | Erstausstrahlung USA | Erstausstrahlung USA | Deutschsprachige Erstausstrahlung | Deutschsprachige Erstausstrahlung |
| Staffel | Episodenanzahl | Staffelpremiere      | Staffelfinale        | Staffelpremiere                   | Staffelfinale                     |
| ------- | -------------- | -------------------- | -------------------- | --------------------------------- | --------------------------------- |
| 1       | 22             | 2. November 2017     | 17. Mai 2018         | 12. Februar 2018                  | 25. Mai 2018                      |
| 2       | 23             | 27. September 2018   | 16. Mai 2019         | 3. Dezember 2018                  | 27. Mai 2019                      |
| 3       | 21             | 2. Oktober 2019      | 20. Mai 2020         | 2. Dezember 2019                  | 29. Juni 2020                     |
| 4       | 18             | 11. November 2020    | 26. Mai 2021         | 23. Dezember 2020                 | 23. Juni 2021                     |
| 5       | 22             | 1. Oktober 2021      | 22. Mai 2022         | 15. Dezember 2021                 | 20. Juli 2022                     |
| 6       | 22             | 7. Oktober 2022      | 19. Mai 2023         | 14. Dezember 2022                 | 28. Juni 2023                     |
| 7       | 13             | 16. Februar 2024     | 17. Mai 2024         | 21. April 2024                    | 14. Juli 2024                     |
| 8       | 22             | 18. Oktober 2024     |                      | 5. November 2024                  |                                   |

## Staffel 1
| Nr. (ges.) | Nr. (St.) | Deutscher Titel           | Originaltitel | Erstausstrahlung USA | Deutschsprachige Erstausstrahlung (D) | Regie                | Drehbuch                          |
| ---------- | --------- | ------------------------- | ------------- | -------------------- | ------------------------------------- | -------------------- | --------------------------------- |
| 1          | 1         | Die Besten der Besten     | Pilot         | 2. Nov. 2017         | 12. Feb. 2018                         | Justin Lin           | Aaron Rahsaan Thomas & Shawn Ryan |
| 2          | 2         | Rachedurst                | Cuchillo      | 9. Nov. 2017         | 12. Feb. 2018                         | Billy Gierhart       | Craig Gore                        |
| 3          | 3         | Drogenkuriere             | Pamilya       | 16. Nov. 2017        | 19. Feb. 2018                         | Billy Gierhart       | Sam Humphrey                      |
| 4          | 4         | Bombenterror              | Radical       | 23. Nov. 2017        | 19. Feb. 2018                         | Greg Beeman          | Kent Rotherham                    |
| 5          | 5         | Gedemütigt                | Imposters     | 30. Nov. 2017        | 26. Feb. 2018                         | Guy Ferland          | VJ Boyd                           |
| 6          | 6         | Undercover-Einsatz        | Octane        | 7. Dez. 2017         | 26. Feb. 2018                         | Eagle Egilsson       | Michael Jones-Morales             |
| 7          | 7         | Der rechte Weg            | Homecoming    | 14. Dez. 2017        | 5. März 2018                          | John Showalter       | Alison Cross                      |
| 8          | 8         | Gold                      | Miracle       | 21. Dez. 2017        | 5. März 2018                          | Holly Dale           | A.C. Allen                        |
| 9          | 9         | Suspendiert               | Blindspots    | 4. Jan. 2018         | 12. März 2018                         | Billy Gierhart       | Michael Gemballa                  |
| 10         | 10        | Gefängnisaufstand         | Seizure       | 11. Jan. 2018        | 19. März 2018                         | Larry Teng           | Aaron Rahsaan Thomas              |
| 11         | 11        | Auf eigene Faust          | K-Town        | 18. Jan. 2018        | 26. März 2018                         | Omar Madha           | Craig Gore                        |
| 12         | 12        | Giftiges Wasser           | Contamination | 1. Feb. 2018         | 9. Apr. 2018                          | Elodie Keene         | Robert Wittstadt                  |
| 13         | 13        | Grenzfälle                | Fences        | 1. März 2018         | 16. Apr. 2018                         | Alex Graves          | Sam Humphrey                      |
| 14         | 14        | Geister der Vergangenheit | Ghosts        | 8. März 2018         | 23. Apr. 2018                         | John Showalter       | Michael Jones-Morales             |
| 15         | 15        | Freundschaftsdienst       | Crews         | 29. März 2018        | 30. Apr. 2018                         | Hanelle M. Culpepper | V.J. Boyd                         |
| 16         | 16        | Für immer treu            | Payback       | 5. Apr. 2018         | 7. Mai 2018                           | Billy Gierhart       | Alison Cross                      |
| 17         | 17        | Engel des Todes           | Armory        | 12. Apr. 2018        | 14. Mai 2018                          | Rob J. Greenlea      | Craig Gore                        |
| 18         | 18        | Auf Streife               | Patrol        | 19. Apr. 2018        | 28. Mai 2018                          | Norberto Barba       | A.C. Allen                        |
| 19         | 19        | Liebesgrüße aus Moskau    | Source        | 26. Apr. 2018        | 4. Juni 2018                          | Doug Aarniokoski     | Michael Gemballa                  |
| 20         | 20        | Offene Rechnung           | Vendetta      | 3. Mai 2018          | 11. Juni 2018                         | Billy Gierhart       | Kent Rotherham                    |
| 21         | 21        | Treibjagd                 | Hunted        | 10. Mai 2018         | 18. Juni 2018                         | Nina Lopez-Corrado   | Matthew T. Brown                  |
| 22         | 22        | Schwarz gegen Blau        | Hoax          | 17. Mai 2018         | 25. Juni 2018                         | Billy Gierhart       | Aaron Rahsaan Thomas              |

## Staffel 2
| Nr. (ges.) | Nr. (St.) | Deutscher Titel      | Originaltitel          | Erstausstrahlung USA | Deutschsprachige Erstausstrahlung (D) | Regie              | Drehbuch                                |
| ---------- | --------- | -------------------- | ---------------------- | -------------------- | ------------------------------------- | ------------------ | --------------------------------------- |
| 23         | 1         | Erdbeben             | Shaky Town             | 27. Sep. 2018        | 3. Dez. 2018                          | Billy Gierhart     | Michael Jones-Morales                   |
| 24         | 2         | Omega One            | Gasoline Drum          | 4. Okt. 2018         | 10. Dez. 2018                         | John Showalter     | Aaron Rahsaan Thomas                    |
| 25         | 3         | Unter Druck          | Fire and Smoke         | 11. Okt. 2018        | 17. Dez. 2018                         | Billy Gierhart     | Alison Cross                            |
| 26         | 4         | Eine zweite Chance   | Saving Face            | 18. Okt. 2018        | 7. Jan. 2019                          | Bill Roe           | A.C. Allen                              |
| 27         | 5         | Passagier Nummer 5   | S.O.S.                 | 25. Okt. 2018        | 14. Jan. 2019                         | Larry Teng         | Andrew Dettmann                         |
| 28         | 6         | Blutige Diamanten    | Never Again            | 1. Nov. 2018         | 21. Jan. 2019                         | Marc Roskin        | Craig Gore                              |
| 29         | 7         | Entführt             | Inheritance            | 8. Nov. 2018         | 28. Jan. 2019                         | Romeo Tirone       | Kent Rotherham                          |
| 30         | 8         | Social Media Mord    | The Tiffany Experience | 15. Nov. 2018        | 4. Feb. 2019                          | Guy Ferland        | VJ Boyd                                 |
| 31         | 9         | Giftgas              | Day Off                | 29. Nov. 2018        | 11. Feb. 2019                         | Lexi Alexander     | Sarah Alderson                          |
| 32         | 10        | DNA                  | 1000 Joules            | 6. Dez. 2018         | 18. Feb. 2019                         | David Rodriguez    | Craig Gore                              |
| 33         | 11        | Amok                 | School                 | 3. Jan. 2019         | 25. Feb. 2019                         | Billy Gierhart     | Robert Wittstadt                        |
| 34         | 12        | Einsatz in Mexiko    | Los Huesos             | 10. Jan. 2019        | 4. März 2019                          | Alex Kalymnios     | Michael Jones-Morales                   |
| 35         | 13        | Der zweite Akt       | Encore                 | 31. Jan. 2019        | 11. März 2019                         | Rob Greenlea       | Munis Rashid                            |
| 36         | 14        | Das B-Team           | The B-Team             | 7. Feb. 2019         | 18. März 2019                         | Maja Vrvilo        | VJ Boyd                                 |
| 37         | 15        | Korrupt              | Fallen                 | 14. Feb. 2019        | 25. März 2019                         | Guy Ferland        | Michael Gemballa                        |
| 38         | 16        | Hass                 | Pride                  | 21. Feb. 2019        | 1. Apr. 2019                          | Nina Lopez-Corrado | Matthew T. Brown                        |
| 39         | 17        | Der Klügste im Raum  | Jack                   | 7. März 2019         | 8. Apr. 2019                          | Larry Teng         | Kent Rotherham                          |
| 40         | 18        | Versuchung           | Cash Flow              | 4. Apr. 2019         | 15. Apr. 2019                         | Billy Gierhart     | Andrew Dettmann & Amelia Sims           |
| 41         | 19        | Unsichtbar           | Invisible              | 18. Apr. 2019        | 29. Apr. 2019                         | John Terlesky      | A.C. Allen                              |
| 42         | 20        | Überdosis            | Rocket Fuel            | 25. Apr. 2019        | 6. Mai 2019                           | Laura Belsey       | Craig Gore & Ryan Keleher               |
| 43         | 21        | Interne Ermittlungen | Day of Dread           | 2. Mai 2019          | 13. Mai 2019                          | Alrick Riley       | Alison Cross                            |
| 44         | 22        | Rettungsring         | Trigger Creep          | 9. Mai 2019          | 20. Mai 2019                          | Oz Scott           | Sarah Alderson & Munis Rashid           |
| 45         | 23        | Känguru              | Kangaroo               | 16. Mai 2019         | 27. Mai 2019                          | Billy Gierhart     | Aaron Rahsaan Thomas & Michael Gemballa |

## Staffel 3
| Nr. (ges.) | Nr. (St.) | Deutscher Titel            | Originaltitel     | Erstausstrahlung USA | Deutschsprachige Erstausstrahlung (D) | Regie                | Drehbuch                              |
| ---------- | --------- | -------------------------- | ----------------- | -------------------- | ------------------------------------- | -------------------- | ------------------------------------- |
| 46         | 1         | Kollateralschaden          | Fire In The Sky   | 2. Okt. 2019         | 2. Dez. 2019                          | Billy Gierhart       | Shawn Ryan & Aaron Rahsaan Thomas     |
| 47         | 2         | Todessekte                 | Bad Faith         | 4. Okt. 2019         | 2. Dez. 2019                          | Marc Poskin          | Robert Hammer & Rick Husky            |
| 48         | 3         | Falschgeld                 | Funny Money       | 16. Okt. 2019        | 9. Dez. 2019                          | Alrick Riley         | Robert Hammer & Rick Husky            |
| 49         | 4         | Im Fadenkreuz des Kartells | Immunity          | 23. Okt. 2019        | 9. Dez. 2019                          | Jann Turner          | Robert Hammer & Rick Husky            |
| 50         | 5         | Konvoi                     | The LBC           | 30. Okt. 2019        | 16. Dez. 2019                         | Lin Oeding           | Robert Hammer & Rick Husky            |
| 51         | 6         | Zum Schweigen gebracht     | Kingdom           | 6. Nov. 2019         | 16. Dez. 2019                         | David Rodriguez      | Robert Hammer & Rick Husky            |
| 52         | 7         | Preisgeld                  | Track             | 13. Nov. 2019        | 30. Dez. 2019                         | Batan Silva          | Robert Hammer & Rick Husky            |
| 53         | 8         | Vertrieben                 | Lion´s Den        | 20. Nov. 2019        | 30. Dez. 2019                         | Billy Gierhart       | Robert Hammer & Rick Husky            |
| 54         | 9         | Die linken Hände           | Sea Legs          | 27. Nov. 2019        | 6. Jan. 2020                          | Greg Beeman          | Robert Hammer & Rick Husky            |
| 55         | 10        | Monster                    | Monster           | 11. Dez. 2019        | 6. Jan. 2020                          | Guy Ferland          | A.C. Allen                            |
| 56         | 11        | Bad Cop                    | Bad Cop           | 15. Jan. 2020        | 20. Apr. 2020                         | Ben Hernandez Bray   | Andrew Dettmann                       |
| 57         | 12        | Good Cop                   | Good Cop          | 22. Jan. 2020        | 27. Apr. 2020                         | Guy Ferland          | Matthew T. Brown                      |
| 58         | 13        | Ekitai Rashku              | Ekitai Rashku     | 29. Jan. 2020        | 4. Mai 2020                           | Billy Gierhart       | Craig Gore                            |
| 59         | 14        | Verachtung                 | Animus            | 4. März 2020         | 11. Mai 2020                          | Hanelle M. Culpepper | Michael Jones-Morales, Sarah Alderson |
| 60         | 15        | Wettbetrug                 | Knockout          | 11. März 2020        | 18. Mai 2020                          | Bill Gierhart        | A.C. Allen, Kent Rotherham            |
| 61         | 16        | Sprengstoffweste           | Gunpowder Treason | 18. März 2020        | 25. Mai 2020                          | Paul F. Bernard      | Amelia Sims                           |
| 62         | 17        | Hotel L.A.                 | Hotel L.A.        | 25. März 2020        | 1. Juni 2020                          | Laura Belsey         | Alison Cross                          |
| 63         | 18        | Stigma                     | Stigma            | 8. Apr. 2020         | 8. Juni 2020                          | Bill Gierhart        | Ryan Keleher                          |
| 64         | 19        | Mut zum Risiko             | Vice              | 22. Apr. 2020        | 15. Juni 2020                         | Oz Scott             | Michael Gemballa, Matthew T. Brown    |
| 65         | 20        | Schachmatt                 | Wild Ones         | 29. Apr. 2020        | 22. Juni 2020                         | Cherie Gierhart      | Andrew Dettmann                       |
| 66         | 21        | El Diablo                  | Diablo            | 20. Mai 2020         | 29. Juni 2020                         | Douglas Aarniokoski  | Munis Rashid, Rob Wittstadt           |

## Staffel 4
Aufgrund des Gesundheitszustand und Todes des Synchronsprechers Michael Deffert (Hondo) konnten die letzten beiden Folgen der vierten Staffel auf Sky 1 nicht synchronisiert und bloß im Original mit deutschen Untertiteln erstausgestrahlt werden. Vor der Ausstrahlung der beiden Folgen vom 16. Juni 2021 wurde an Deffert gedacht.
| Nr. (ges.) | Nr. (St.) | Deutscher Titel           | Originaltitel         | Erstausstrahlung USA | Deutschsprachige Erstausstrahlung (D) | Regie               | Drehbuch                               |
| ---------- | --------- | ------------------------- | --------------------- | -------------------- | ------------------------------------- | ------------------- | -------------------------------------- |
| 67         | 1         | Terrorzelle               | 3 Seventeen Year Olds | 11. Nov. 2020        | 23. Dez. 2020                         | Bill Gierhart       | Aaron Rahsaan Thomas                   |
| 68         | 2         | Mailman                   | Stakeout              | 11. Nov. 2020        | 30. Dez. 2020                         | Bill Gierhart       | Kent Rotherham                         |
| 69         | 3         | In der Gewalt des Capos   | The Black Hand Man    | 18. Nov. 2020        | 6. Jan. 2021                          | Douglas Aarniokoski | Aaron Rahsaan Thomas, Matthew T. Brown |
| 70         | 4         | Momento Mori              | Momento Mori          | 25. Nov. 2020        | 13. Jan. 2021                         | Douglas Aarniokoski | VJ Boyd                                |
| 71         | 5         | Tödliche Pakete           | Fracture              | 9. Dez. 2020         | 20. Jan. 2021                         | Oz Scott            | Munis Rashid                           |
| 72         | 6         | Königreich der Gesegneten | Hopeless Sinner       | 16. Dez. 2020        | 27. Jan. 2021                         | Cherie Gierhart     | Alison Cross                           |
| 73         | 7         | Jagd auf die Feuerwehr    | Under Fire            | 13. Jan. 2021        | 3. Feb. 2021                          | Jann Turner         | Andrew Dettmann                        |
| 74         | 8         | Kreuzzug                  | Crusade               | 27. Jan. 2021        | 10. Feb. 2021                         | Bill Gierhart       | Sarah Alderson                         |
| 75         | 9         | Auf dem Prüfstand         | Next of Kin           | 17. Feb. 2021        | 26. Mai 2021                          | Cherie Dvorak       | Michael Gemballa                       |
| 76         | 10        | Neuzugang                 | Buried                | 3. März 2021         | 26. Mai 2021                          | Paul Bernard        | Robert Wittstadt                       |
| 77         | 11        | Gefälschte Medikamente    | Positive Thinking     | 10. März 2021        | 2. Juni 2021                          | Guy Ferland         | VJ Boyd & Sarah Alderson               |
| 78         | 12        | Killerkommando            | U-Turn                | 24. März 2021        | 2. Juni 2021                          | Larry Teng          | Niceole R. Levy                        |
| 79         | 13        | Die Sünden der Väter      | Sins of the Fathers   | 7. Apr. 2021         | 9. Juni 2021                          | Guy Ferland         | Munis Rashid & Alison Cross            |
| 80         | 14        | Abrechnung                | Reckoning             | 21. Apr. 2021        | 9. Juni 2021                          | Maja Vrvilo         | Amelia Sims                            |
| 81         | 15        | Großstadtdschungel        | Local Heroes          | 5. Mai 2021          | 16. Juni 2021                         | Jann Turner         | Matthew T. Brown                       |
| 82         | 16        | Lockdown                  | Lockdown              | 12. Mai 2021         | 16. Juni 2021                         | Maja Vrvilo         | Kent Rotherham & Robert Wittstadt      |
| 83         | 17        | Menschenhandel            | Whistleblower         | 19. Mai 2021         | 23. Juni 2021 (OmU)                   | Cherie Dvorak       | Ryan Keleher                           |
| 84         | 18        | Rassenhass                | Veritas Vincit        | 26. Mai 2021         | 23. Juni 2021 (OmU)                   | Billy Gierhart      | Niceole R. Levy & Michael Gemballa     |

## Staffel 5
| Nr. (ges.) | Nr. (St.) | Deutscher Titel         | Originaltitel      | Erstausstrahlung USA | Deutschsprachige Erstausstrahlung (D) | Regie               | Drehbuch                            |
| ---------- | --------- | ----------------------- | ------------------ | -------------------- | ------------------------------------- | ------------------- | ----------------------------------- |
| 85         | 1         | Mexiko                  | Vagabundo          | 1. Okt. 2021         | 15. Dez. 2021                         | Billy Gierhart      | Mellori Velasquez                   |
| 86         | 2         | Madrugada               | Madrugada          | 8. Okt. 2021         | 22. Dez. 2021                         | Billy Gierhart      | Matthew T. Brown                    |
| 87         | 3         | 27 David                | 27 David           | 15. Okt. 2021        | 29. Dez. 2021                         | Alex Graves         | Nathan Louis Jackson                |
| 88         | 4         | Insulin                 | Sentinel           | 22. Okt. 2021        | 5. Jan. 2022                          | Cherie Dvorak       | Sarah Alderson                      |
| 89         | 5         | Komplott                | West Coast Offense | 5. Nov. 2021         | 12. Jan. 2022                         | Stephanie Marquardt | Kent Rotherham                      |
| 90         | 6         | Lügen                   | Crisis Actor       | 12. Nov. 2021        | 19. Jan. 2022                         | Cherie Dvorak       | Sarah Alderson                      |
| 91         | 7         | Wettlauf                | Keep the Faith     | 3. Dez. 2021         | 26. Jan. 2022                         | John Showalter      | J. Stone Alston                     |
| 92         | 8         | Safe House              | Safe House         | 10. Dez. 2021        | 2. Feb. 2022                          | Alex Russell        | Mellori Velasquez                   |
| 93         | 9         | Geisterstadt            | Survive            | 2. Jan. 2022         | 9. Feb. 2022                          | Billy Gierhart      | Michael Gemballa                    |
| 94         | 10        | Gestohlene Waffen       | Three Guns         | 9. Jan. 2022         | 16. Feb. 2022                         | Guy Ferland         | Melissa Park                        |
| 95         | 11        | Gehackt                 | Old School Cool    | 27. Feb. 2022        | 15. Juni 2022                         | Paul Bernard        | Amelia Sims                         |
| 96         | 12        | Provenienz              | Provenance         | 6. März 2022         | 15. Juni 2022                         | Billy Gierhart      | Imogen Browder                      |
| 97         | 13        | Explosiv                | Short Fuse         | 13. März 2022        | 22. Juni 2022                         | Guy Ferland         | Kent Rotherham                      |
| 98         | 14        | Albatross               | Albatross          | 20. März 2022        | 22. Juni 2022                         | John Terlesky       | Michael Gemballa                    |
| 99         | 15        | Rachefeldzug            | Donor              | 27. März 2022        | 29. Juni 2022                         | Lina Esco           | Ryan Kelehr                         |
| 100        | 16        | Auf der Flucht          | The Fugitive       | 10. Apr. 2022        | 29. Juni 2022                         | Billy Gierhart      | Matthew T. Brown                    |
| 101        | 17        | Schwarzes Gold          | Cry Foul           | 17. Apr. 2022        | 6. Juli 2022                          | Oz Scott            | Amelia Sims                         |
| 102        | 18        | Familie                 | Family             | 24. Apr. 2022        | 6. Juli 2022                          | Alrick Riley        | Mia Fichman                         |
| 103        | 19        | Entführung von Flug 319 | Incoming           | 1. Mai 2022          | 13. Juli 2022                         | Oz Scott            | Michael Gemballa & Matthew T. Brown |
| 104        | 20        | Dilemma                 | Quandary           | 8. Mai 2022          | 13. Juli 2022                         | Stephanie Marquardt | Sarah Alderson                      |
| 105        | 21        | Zodiac                  | Zodiac             | 15. Mai 2022         | 20. Juli 2022                         | Cherie Dvorak       | Kent Rotherham & Mellori Velasquez  |
| 106        | 22        | Abschied                | Farewell           | 22. Mai 2022         | 20. Juli 2022                         | Billy Gierhart      | Andrew Dettmann & J. Stone Alston   |

## Staffel 7
| Nr. (ges.) | Nr. (St.) | Deutscher Titel            | Originaltitel    | Erstausstrahlung USA | Deutschsprachige Erstausstrahlung (D) | Regie             | Drehbuch                        |
| ---------- | --------- | -------------------------- | ---------------- | -------------------- | ------------------------------------- | ----------------- | ------------------------------- |
| 129        | 1         | Das Versprechen            | The Promise      | 16. Feb. 2024        | 21. Apr. 2024                         | Billy Gierhart    | Kent Rotherham                  |
| 130        | 2         | In letzter Sekunde         | Peace Talks      | 23. Feb. 2024        | 28. Apr. 2024                         | Billy Gierhart    | Sarah Alderson                  |
| 131        | 3         | Im Visier der Yakuza       | Good for Nothing | 1. März 2024         | 5. Mai 2024                           | Maja Vrvilo       | Alan Morgan                     |
| 132        | 4         | Ersatzteile                | Spare Parts      | 8. März 2024         | 12. Mai 2024                          | Cherie Dvorak     | Ryan Keleher                    |
| 133        | 5         | Zweite Chance              | End of the Road  | 8. März 2024         | 19. Mai 2024                          | Jann Turner       | Matthew T. Brown                |
| 134        | 6         | Flucht zur Vergeltung      | Escape           | 15. März 2024        | 26. Mai 2024                          | Hanelle Culpepper | John Amato                      |
| 135        | 7         | Letzter Einsatz            | Last Call        | 5. Apr. 2024         | 2. Juni 2024                          | Michael D. Olmos  | Mellori Velasquez               |
| 136        | 8         | Apokalypse                 | Family Man       | 12. Apr. 2024        | 9. Juni 2024                          | Larry Teng        | Amelia Sims                     |
| 137        | 9         | Honigfalle                 | Honeytrap        | 19. Apr. 2024        | 16. Juni 2024                         | Oz Scott          | Michael Gemballa                |
| 138        | 10        | Querschläger               | SNAFU            | 26. Apr. 2024        | 23. Juni 2024                         | Alex Russell      | Charlie Haddaway                |
| 139        | 11        | Gefährliche Geheimnisse    | Whispers         | 3. Mai 2024          | 30. Juni 2024                         | Cherie Dvorak     | Sarah Alderson                  |
| 140        | 12        | Profit über Menschlichkeit | Allegiance       | 10. Mai 2024         | 7. Juli 2024                          | Jay Harrington    | Kent Rotherhan                  |
| 141        | 13        | Pipeline                   | Twenty Squad     | 17. Mai 2024         | 14. Juli 2024                         | Billy Gierhart    | Matthew T. Brown & Daniela Labi |

## Staffel 8
Aufgrund der positiven Einschaltquoten der siebten Staffel wurde die Produktion einer achten Staffel bestätigt. Diese umfasst 22 Episoden und ist seit dem 18. Oktober 2024 in den USA zu sehen.